# Pellizzano
Pellizzano es una localidad y comune italiana de la provincia de Trento, región de Trentino-Alto Adigio, con 774 habitantes.

## Evolución demográfica
| Gráfica de evolución demográfica de Pellizzano entre 1861 y 2001 |
|                                                                  |
| Fuente ISTAT - elaboración gráfica de Wikipedia                  |